# F-CK-1 (航空機)
AIDC F-CK-1
待機中のF-CK-1A
- 用途：マルチロール機
- 分類：戦闘機
- 製造者：航空工業発展中心 (現・漢翔航空工業：AIDC)
- 運用者： 中華民国（中華民国空軍 ）
- 初飛行：1989年5月28日
- 生産数：量産型131機[1]（他に試験機6機[2]）
- 運用開始：1992年[3]
- 運用状況：現役

F-CK-1 (經國號戰機) (IDF) はアメリカ合衆国の民間企業の技術協力を受け、中華民国（台湾）が開発した国産多用途戦闘機。愛称は経国（經國、拼音: Jīng guó、注音: ㄐㄧㄥ ㄍㄨㄛˊ、英語: Ching-kuo、チンクォ）で、経国号戦闘機（經國號戰機）と呼ばれる。IDFは国産防衛戦闘機（Indigenous Defensive Fighter）の略である。

## 概要
当初、老朽化したF-5A/B フリーダムファイターとF-104 スターファイター戦闘機を更新するため、中華民国はアメリカ合衆国に F-16戦闘機の輸入を打診したが、アメリカ議会が中国を刺激するとして一度これを拒否した。その代替案として、アメリカ側はF-16のダウングレード版のF-16/79（当時の最新鋭機材ゆえに輸出規制対象だったP&W F100ではなく、旧式ながら輸出実績のあるGE J79にエンジンを換装）、あるいはF-5の後継機F-20を台湾に提案する。しかし、これらは空軍の要求を満たさないとして拒否され、結局、台湾は戦闘機の自主開発を決定した。開発主契約者は航空工業発展中心（航空工業發展中心、現・漢翔航空工業股份有限公司：AIDC）であり、またアメリカ政府のもとでアメリカ軍事産業による技術的支援に関しては容認された。その結果、F-16の開発元であるジェネラル・ダイナミクス航空機部門（現ロッキード・マーティン）をはじめ、ギャレット（現ハネウェル）やウェスティングハウスが開発協力することとなった。
開発は1982年より開始され、F-16レベルの戦力を目指した。1988年（民国77年）、当年の年初に世を去った蔣経国中華民国総統を偲んで「経国」と名づけられた。この「経国」という彼の名は魏の文帝曹丕の「文章経国」から取られており、「国を経（おさ）める」という意味もある。1989年（民国78年）5月28日に初飛行を達成し、1992年（民国81年）に軍が制式採用した。
当初は256機が生産・配備される計画であったが、その後の情勢が変わりアメリカ議会が純正F-16の輸出を許可したため、F-CK-1の製造数は約半数の130機に減らされることとなった。また、アメリカ政府との協定により、台湾がF-CK-1を他の国や地域に輸出することはできなかった。しかし、自国での兵器開発・生産能力を保持し、外国製品を輸入する際に交渉材料となる実力を得たという点で、本機の存在意義は大きかったとされる。

## 仕様

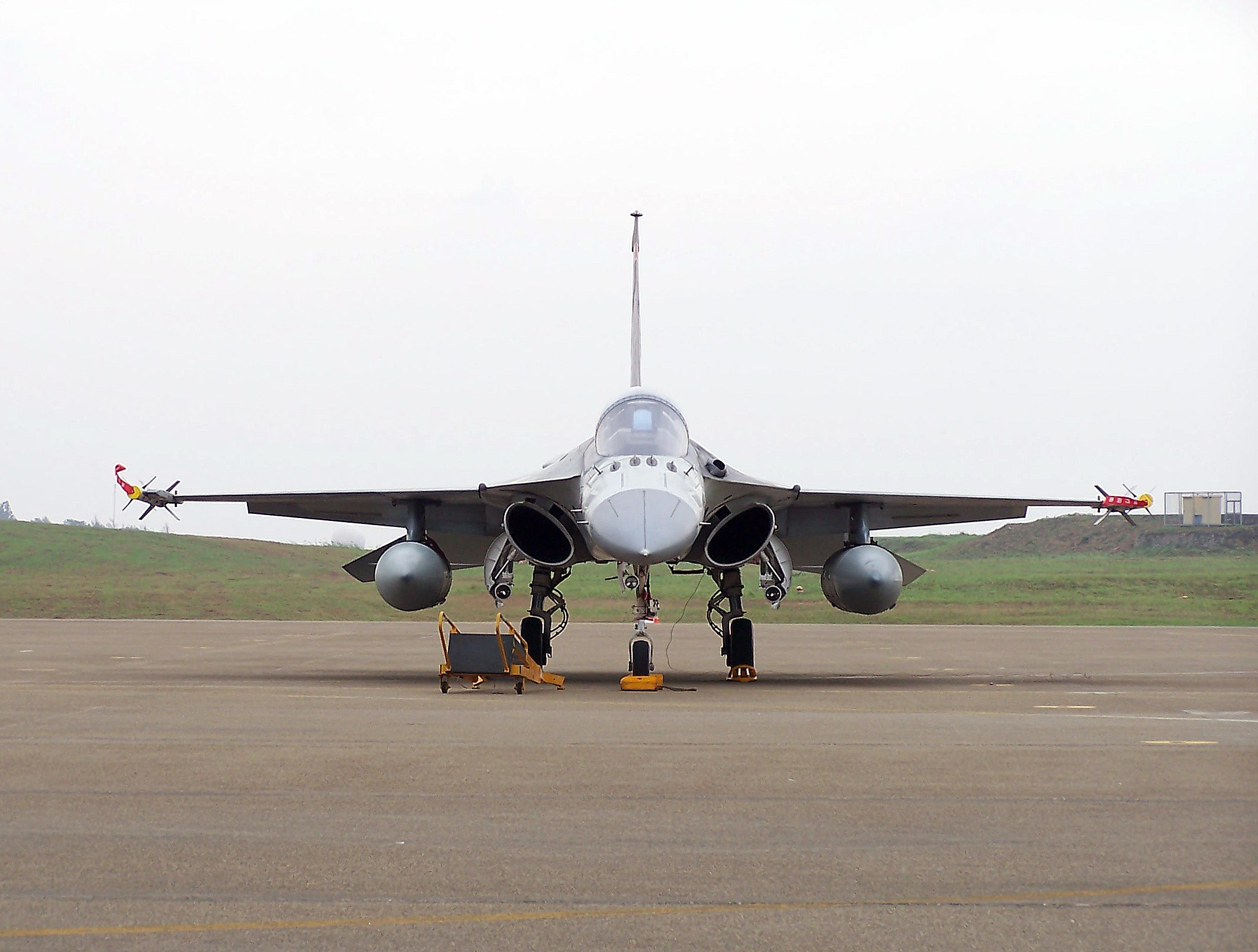
正面から見た単座型F-CK-1A
F-16と比べると細部に差異が見られる

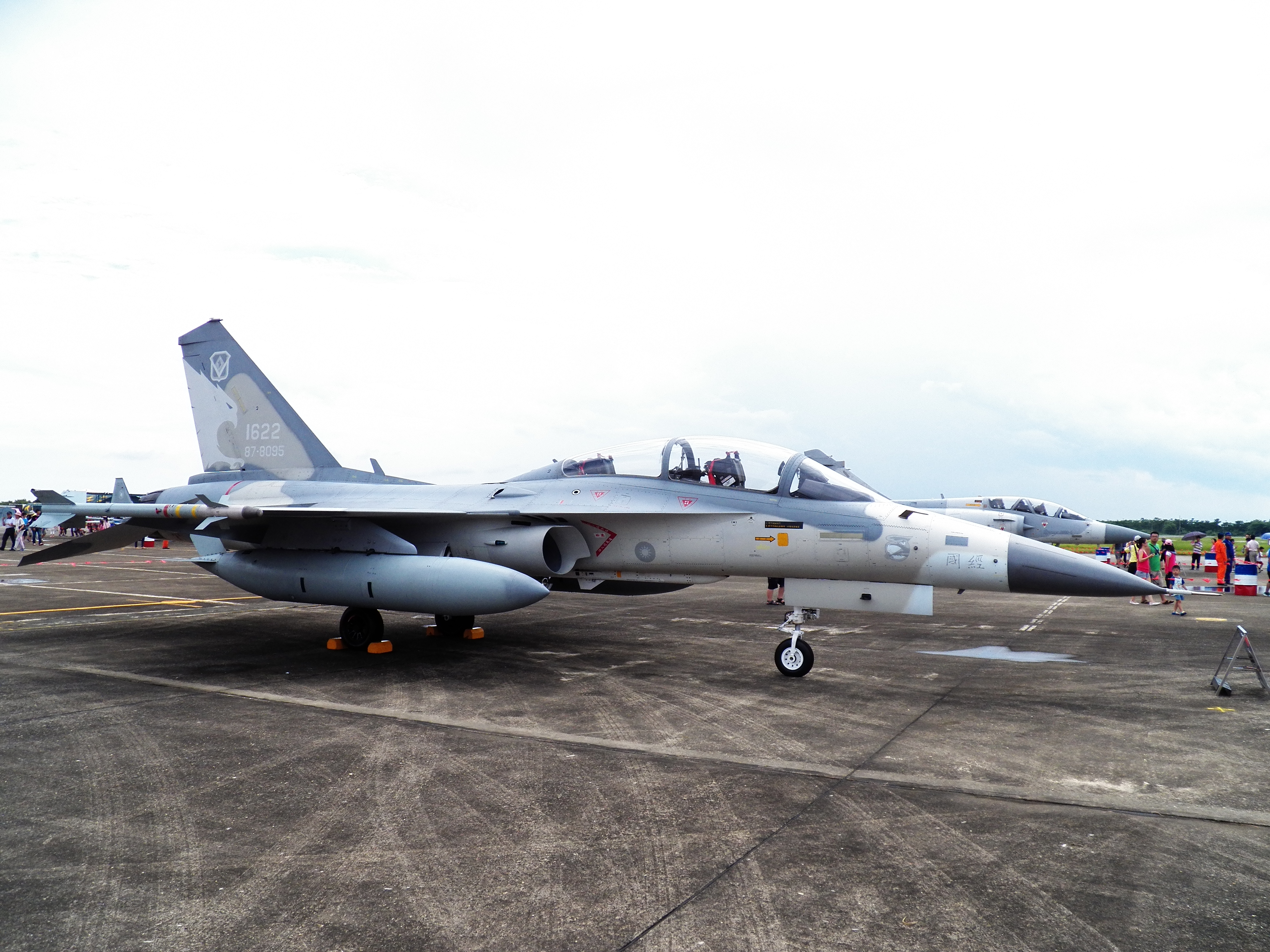
側面から見た複座型F-CK-1B

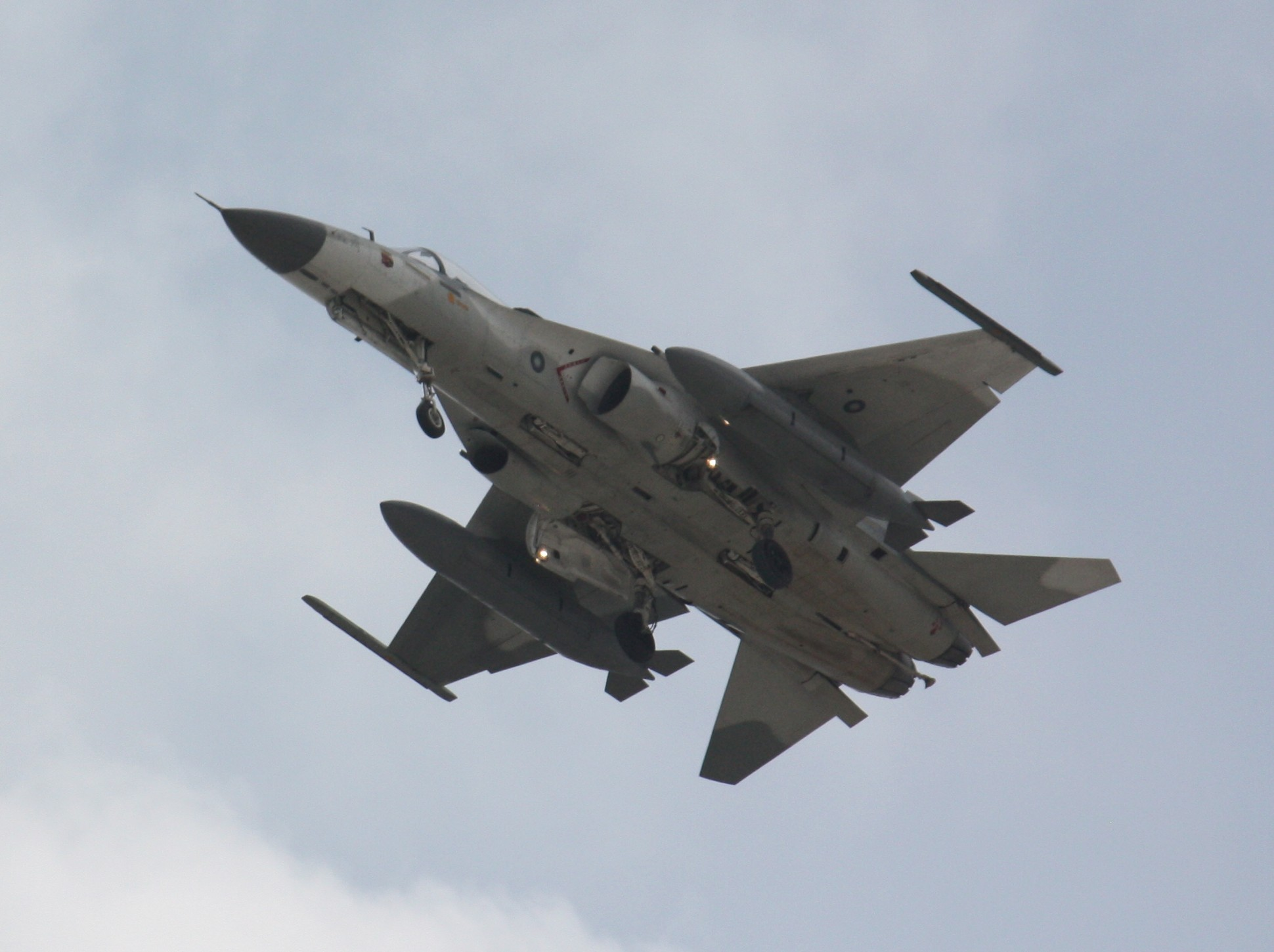
F-CK-1の下側

経国の全体の設計は、ジェネラル・ダイナミクスが協力したこともあってF-16に類似している点が多く見られる。ブレンデッド・ウィング・ボディ、大型のストレーキ、クリップド・デルタ形主翼が採用されている。
フライトコントロールはF-16と同様にデジタル・フライ・バイ・ワイヤで、操縦桿の配置もパイロットの脇に置かれるサイドスティック方式が採用されている。フラッペロン、全遊動式の水平尾翼、フルスパン前縁フラップなど、ほかにも特徴的な点でF-16の技術を取り入れている。アメリカ議会の圧力により大推力エンジンを採用できなかったため、アメリカ企業との合弁会社によって生産されているビジネス機用のTFE731をベースに開発したハネウェル/インターナショナル・タービン・エンジン・カンパニー（ITEC） F124のアフターバーナー装備型であるF125ターボファンエンジン (A/B推力 41.14kN)を2基搭載し、デジタル制御により高い整備性を誇る。双発機であることもあって、エアインテークはF-16とは異なり、楕円形のものがストレーキ下に一対ある。
F125は民間機用エンジンを軍事転用したものであり、F-20などに搭載されたGE製F404よりも推重比で劣っていた。本機はアメリカが提案したF-20を「要求性能を満たさない」として却下した上で開発されているが、F-20より優れた性能を備えているか疑わしい。しかし自国での開発・生産を実現した意義は大きく、F-16A/Bやミラージュ2000の採用が決定して以降も、引き続き本機の開発と生産が続行されることとなった。
コクピットには、HUDと左右両側に多機能ディスプレイが装備されている。FCSレーダーはF-20用のロッキード・マーチンAN/APG-67（もともとはF-20専用に開発されたもの）をもとに開発されたマルチモード・パルス・ドップラー形式の金龍53型（GD-53/チンロン53）が装備される、このレーダーはルックダウン・シュートダウン能力を備え、対空と対水上の2モードを有しており、複数目標の同時追跡能力と、その中の1目標に対する攻撃能力を持つ。捜索距離は約150kmといわれている。

## 兵装
兵装は短射程AAM天剣一型（TC-1、天劍一型）と、AIM-9とAIM-7、アジアでは初めてのアクティブ・レーダー誘導の中射程AAMだった天剣二型（TC-2、天劍二型）を装備、視程外距離（BVR）戦闘も可能になっている。
天剣一型はAIM-9C サイドワインダーを元に開発した国産のAAMで、主翼両端に専用のランチャーがあり、主翼下のハードポイントにも装備できる。天剣二型は、射程や外観は同じ中射程型のAIM-7 スパローに酷似しているが、ターミナル誘導にアクティブ・レーダーを使用できる点でスパローよりも優れているAAMであり、胴体下に2発装備できる。
対地攻撃兵装は通常爆弾とクラスター爆弾、AGM-65 マーベリック空対地ミサイル、ロケット弾ポッドの搭載が可能。
また独自開発の対艦ミサイル雄風II型（HF-2）ASMを最大3発搭載する事ができる。これは中間飛翔に慣性誘導、ターミナル誘導にアクティブ・レーダーと画像赤外線を使用し最大射程は80kmである。このほか固定武装としてM61A1 20mmバルカン砲を1門装備する。

## 近代化改修

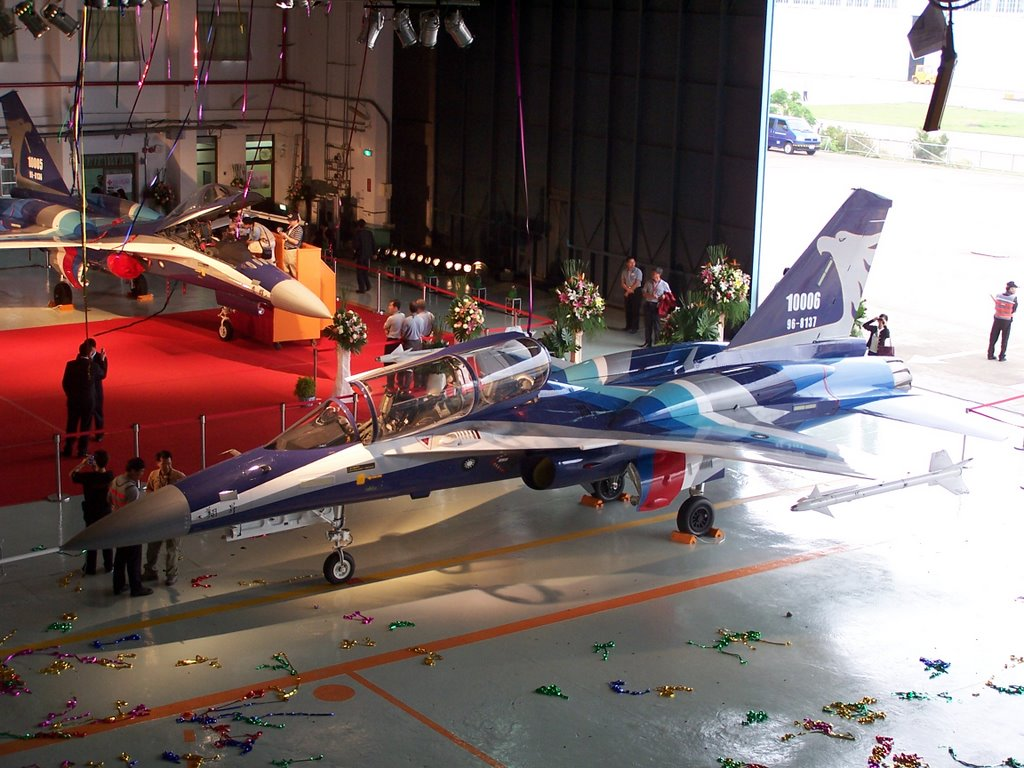
F-CK-1D「雄鷹」号（手前）

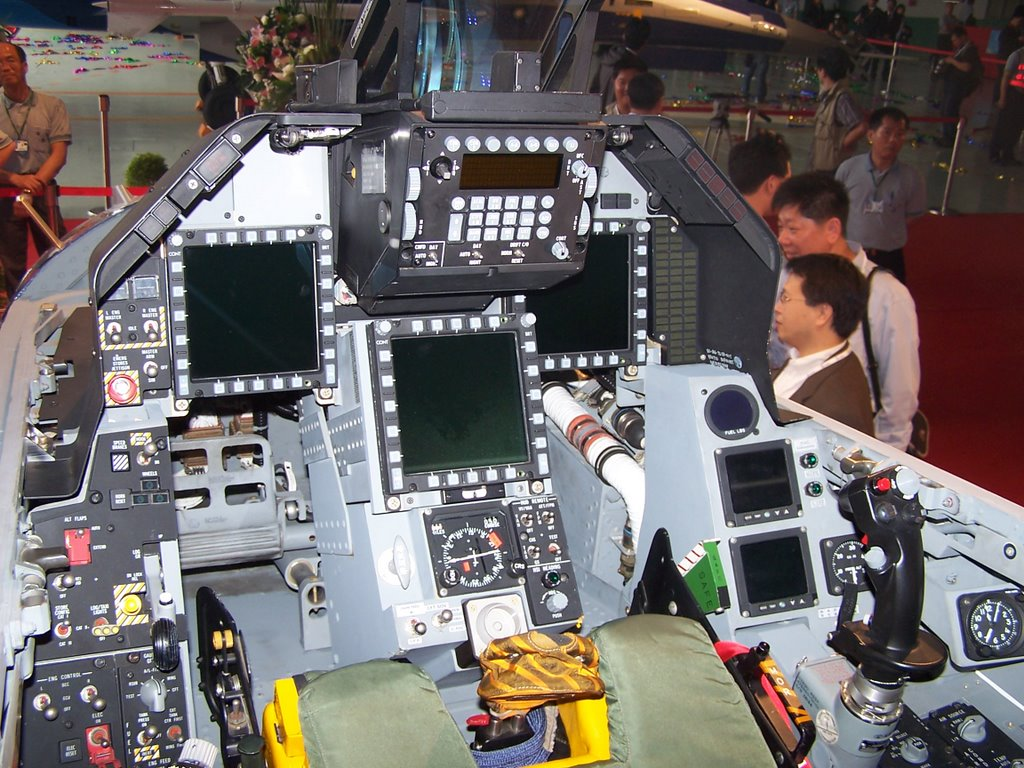
F-CK-1C/Dコクピット

F-CK-1A/Bの生産を行っていたAIDCはIDF-Cと仮称されるF-CK-1A/Bの近代化改修型を提案、空軍は2000年に70億台湾ドルの研究開発予算を計上し、「翔昇専案」の計画名で開発を開始した。主な改修点は以下の通り。
- コクピットの表示装置をカラー液晶多機能ディスプレイへ換装
- ミッションコンピューター換装
- GD-53 FCSレーダーに地形追随モード追加、空対空及び空対地探知能力改善
- 胴体後部にコンフォーマル・フューエル・タンク追加
- 最大離陸重量増大（12.53t→18.0t）に伴う脚部強化
- 主翼ハードポイントを2基追加（6→8）。これにより「天剣2型」の最大搭載数が4発に倍増
- 電子戦システム、敵味方識別装置改修

第4世代ジェット戦闘機相当のマルチロール機としては不足していたエンジン推力の強化が本来の目的であったが、予算の制約等からエンジンの換装は行われず、アビオニクス、射撃管制システムの改修が主となった。開発開始から7年後の2006年10月4日、台中の清泉崗空軍基地において新造されたF-CK-1C試作一号機が公開され、5日後に初飛行が行われた。2007年3月16日にやはり新造されたF-CK-1D試作一号機も初飛行し、3月27日に陳水扁総統はこの改修型F-CK-1を「雄鷹」号（英語ではGoshawk）と命名した。アップグレード型の英語名称はF-CK-1C/D(単座型/複座型)であり、中国語名称は「経国 雄鷹」。
空軍がF-16C/D 66機の新規導入を優先していた関係もあり、試作機の完成後もF-CK-1A/Bの近代化改修はなかなか着手されなかったが、空軍は2008年にF-CK-1A/Bの近代化改修計画を「翔展」案と改名、コンフォーマル・フュエール・タンクの追加を見送った上で、一個連隊分（第443連隊の71機）の改修予算を計上し、改修を担当するAIDCは2009年に8機のF-CK-1を改修することを発表した。近代化改修を行わないF-CK-1については、高等訓練機や対地攻撃機としての運用が予定された。2011年6月30日、最初の「翔展」改修型F-CK-1 6機が空軍に引き渡された。
2011年9月28日、「翔展2号」案の計画名称で「翔展」案で改修対象から外れた56機のF-CK-1A/Bを2013年から2017年にかけて106億台湾ドルをかけて近代化改修を行う事が公表された。また「翔展」案改修と並行して機体寿命延長改修と「天剣2A型」対レーダーミサイル、「万剣」対地ミサイル等の運用能力付与も行われている事も明らかにされた。
2018年、「翔昇専案」の試作機として登場した2機は「翔展」仕様に改修され、量産機として運用されている。

## 派生型
2011年6月30日、「翔展」改修型F-CK-1の引渡し式典に参加した馬英九総統は、F-CK-1を原型とした高等練習機の研究を進めていることを明らかにした。2016年3月28日、台中のAIDCを視察した蔡英文次期総統（当時）は、AT-3の後継となる空軍の次期練習機として、F-CK-1からアフターバーナーやレーダー等を取り外し、複合材料を一部に使用して軽量化を図った機体を自国で開発・製造する考えを示した。
2019年9月24日、F-CK-1の設計を基にして80%を新部品にする次期練習機AIDC T-5の試作機ロールアウト式典を開催。蔡英文総統が「Brave Eagle」（勇鷹）と命名。

## 配備基地
- 台南飛行場 第1戦術戦闘航空団
  - 第1戦術戦闘飛行隊
  - 第3戦術戦闘飛行隊
  - 第9戦術戦闘飛行隊
- 台中清泉崗飛行場 第3戦術戦闘航空団
  - 第7戦術戦闘飛行隊
  - 第28戦術戦闘飛行隊

- かつて運用していた部隊
  - 第8戦術戦闘飛行隊 (2005年に解隊)

## スペック
- 全長：14.5m
- 全幅：8.5m
- 全高：4.6m
- 翼面積：24.3m2
- 空虚重量：6,486kg
- 最大離陸重量：12,247kg
- エンジン：ハネウェル/インターナショナル・タービン・エンジン・カンパニー F125 ターボファンエンジン (A/B出力 41.1kN) ×2
- 最高速度：M1.8
- 固定武装：M61 バルカン砲 ×1

## 登場作品

### 映画
『トップ・ガイ』
第3戦術戦闘飛行隊所属機が登場。パイロットの資格を与えられた主人公が最初の搭乗機として選択し、夜間飛行訓練などを行っていく。
撮影には、CGで描かれた機体と台湾空軍の全面協力で実物が使用されている。

### 漫画・アニメ
『ノブナガン』
第1話にて中華民国空軍所属機が登場。台北に上陸してきた進化侵略体揚陸艇型に対してミサイル攻撃を実施するものの、逆に1機が撃墜される。